# Davit Siradze

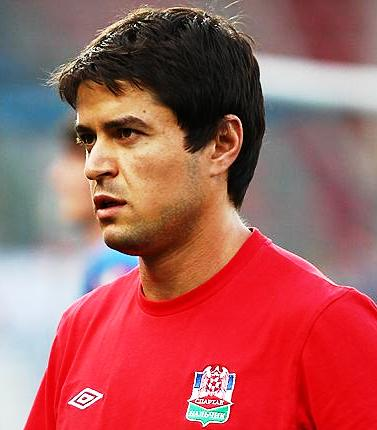
Davit Siradze, 2009.

Davit Siradze (georgiska: დავით სირაძე) född 21 oktober 1981 i Tbilisi, är en georgisk fotbollsspelare. Siradze spelar för närvarande för den ryska klubben PFC Spartak Naltjik.
Davit Siradze inledde sin karriär i Tbilisiklubben Lokomotivi Tbilisi. Efter att ha spelat för FC Lokomotivi Tbilisi gick Siradze till den tyska klubben 1. FC Union Berlin. Därefter spelade Siradze i ett antal tyska klubbar innan han flyttade till Ryssland och klubben PFC Spartak Naltjik år 2008. Siradze spelar också en viktig roll i Georgiens herrlandslag i fotboll, där han hittills spelat 25 matcher och gjort 8 mål.